# 1936 au Nouveau-Brunswick
Chronologie du Nouveau-Brunswick
- 1932
- 1933
- 1934
- 1935
- 1936
- 1937
- 1938
- 1939
- 1940

Cette page concerne des événements d'actualité qui se sont produits durant l'année 1936 dans la province canadienne du Nouveau-Brunswick.

## Événements
- Fondation de la Route 340.

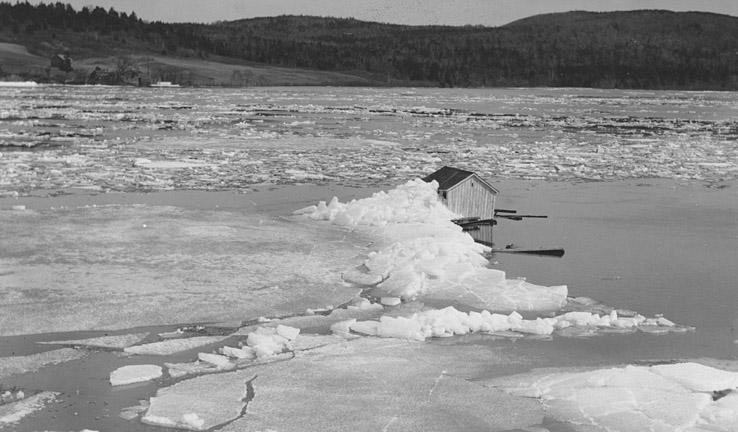
Débordement du Fleuve Saint-Jean au printemps 1936

- La Loi sur les caisses populaires instaure la division des Caisses populaires au sein du Ministère de l'Agriculture au Nouveau-Brunswick.
- 11 janvier : Walter Edward Foster devient le troisième néo-brunswickois à être nommé président du Sénat du Canada, après Amos Edwin Botsford et Robert Duncan Wilmot.
- 22 février : l'Archidiocèse de Moncton a été érigé. Arthur Melanson devient le premier évêque de cette Archidiocèse.
- 17 août : le libéral Clarence Veniot remporte l'élection partielle fédérale sans opposition de Gloucester à la suite de la mort de son père Peter Veniot.
- 18 octobre : fondation de l'Association acadienne d'éducation à Campbellton.
- Décembre : fondation de la première caisse populaire acadienne à Petit-Rocher.

## Naissance
- 9 février : Stompin' Tom Connors, chanteur.
- 7 août : Robert Pichette, journaliste et chef de cabinet.
- 26 août : Maurice Dionne, député et secrétaire parlementaire.

## Décès
- 6 juillet : Peter Veniot, premier ministre du Nouveau-Brunswick.